# Prairiana fraudulenta
Prairiana fraudulenta är en insektsart som beskrevs av Spångberg 1883. Prairiana fraudulenta ingår i släktet Prairiana och familjen dvärgstritar. Inga underarter finns listade i Catalogue of Life.